# Königlich Bayerisches 20. Infanterie-Regiment „Prinz Franz“
Das 20. Infanterie-Regiment „Prinz Franz“ war ein Infanterieverband der Bayerischen Armee.

## Geschichte
Der Verband wurde durch Allerhöchster Entschließung vom 20. September 1896 am 1. April 1897 aus den IV. (Halb)Bataillonen des Infanterie-Leib-Regiments, 1., 3., 13. und 16. Infanterie-Regiment in Lindau (Stab, I. Bataillon), Kempten (II. Bataillon) und Landsberg am Lech (III. Bataillon) aufgestellt. Gemeinsam mit dem 3. Infanterie-Regiment bildete es die 3. Infanterie-Brigade.
Erster Kommandeur war Siegmund von Weech, der das Kommando am 12. Februar 1901 an Bernhard Graf von Spreti übergab. 1903 wurde das III. Bataillon nach Lindau verlegt. Im Frühjahr 1904 meldeten sich zwei Offiziere und einige Mannschaften als Freiwillige zur Schutztruppe für Deutsch-Südwestafrika. Am 31. Oktober 1907 wurde Prinz Rupprecht von Bayern zum ersten Regimentsinhaber ernannt. Im Sommer 1910 halfen Teile des Verbandes während der Hochwasserkatastrophe im Allgäu. Am 1. Oktober 1912 wurde beim II. Bataillon die 1. MG-Kompanie aufgestellt.
Im Jahr 1914 wurde Prinz Franz von Bayern zum neuen Regimentsinhaber ernannt und der Verband führte ab diesem Zeitpunkt seinen Namen als Zusatz.

### Erster Weltkrieg
Im Ersten Weltkrieg trat das Regiment am 2. August 1914, als Teil der 6. Armee, in Gefechtsstärke von 70 Offizieren und 3.100 Unteroffiziere und Mannschaften sowie 235 Pferden in Frankreich an und verblieb an der Westfront bis zum Waffenstillstand.
Das Regiment trat in der Schlacht von Péronne am 24./25. September 1914 vom Dompierre aus in Richtung Proyart an, wurde jedoch durch weit überlegene französische Truppen noch vor Proyart zurückgeworfen. Am 11. Oktober 1915 wurde das Regiment im Rahmen der zusammengestellten Division „von Hartz“, später des gesamten I. Armee-Korps, südwestlich von Vimy geworfen und hatte den Ansturm des französischen III. und XII. Armeekorps aufzufangen. Dabei brach der französische Angriff schon vor den Stellungen des Regiments zusammen, die wenigen eingebrochenen Franzosen wurden unverzüglich wieder herausgeworfen. Englische Angriffe vor Morval wurden im Oktober 1916 allesamt abgewiesen. In den Kämpfen am Chemin des Dames im Mai 1917 scheiterte zunächst ein Angriff des Regiments blutig, in der Verteidigung vermochte man die Stellungen gegen alle französischen Angriffe zu halten. Am Ende des Krieges stand das Regiment westlich von Givet.

#### Gefechtskalender

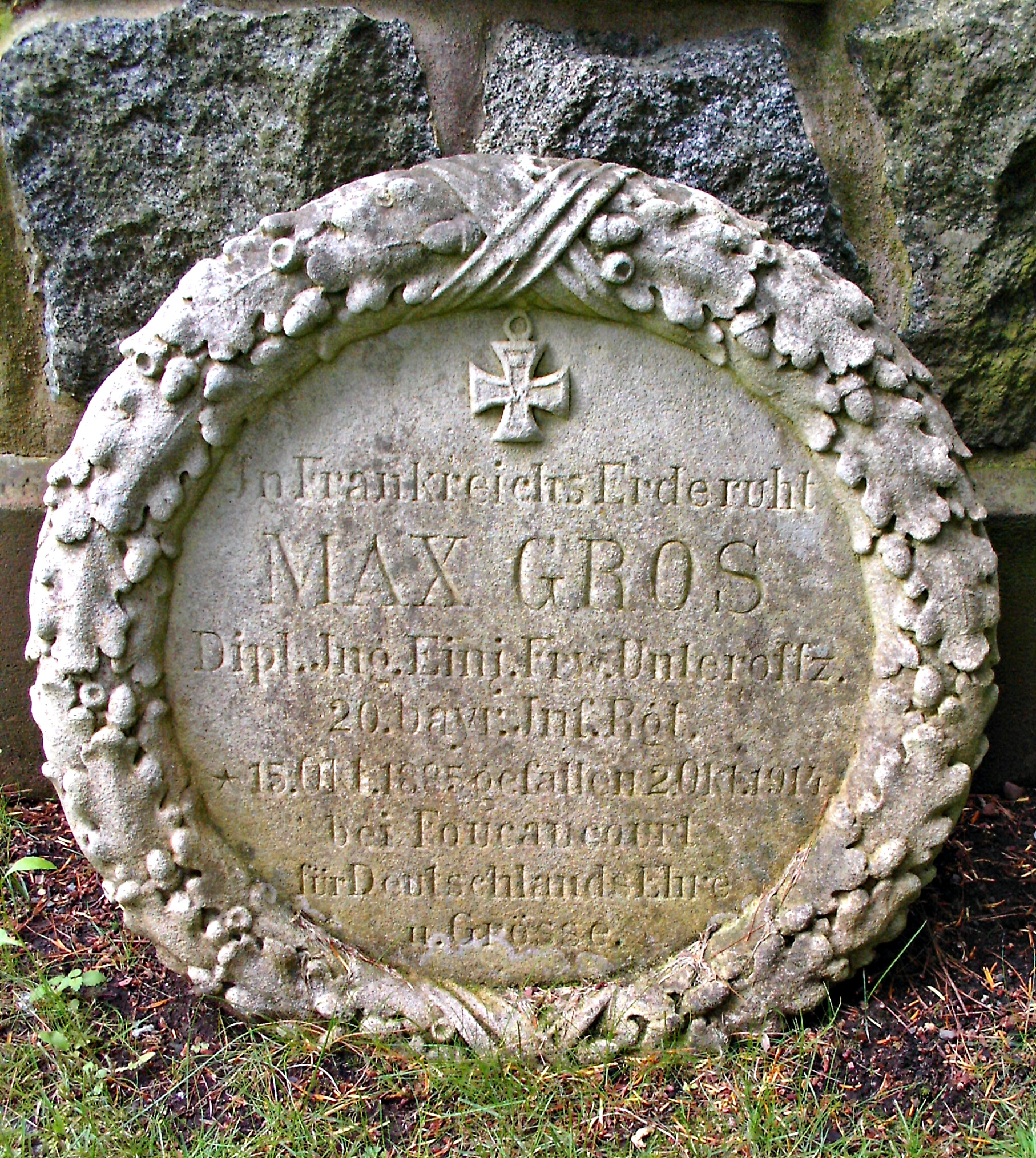
Gedenkstein eines 1914 gefallenen Regimentsangehörigen; Hauptfriedhof Kaiserslautern

##### 1914
- 27. August – Gefecht bei Doncieres
- 28. August – Gefecht bei Epinal
- 15. September – Stellungskampf um Epinal
- 15. bis 24. September – Gefechte bei Péronne
- 25. September – Gefecht bei Dompierre-Foucaucourt (Ehrentag des Regiments)
- 26. September bis 31. Dezember – Stellungskampf an der Somme

##### 1915
- 01. Januar bis 31. März – Kämpfe an der Somme
- 01. bis 25. April – Heeresreserve
- 26. April – Handstreiche gegen das Efeuwäldchen
- 16. Juni – Gefecht bei Roclincourt
- 20. Juni bis Oktober – Stellungskämpfe
- ab 8. Oktober – Herbstschlacht um Arras mit anschließenden Stellungskämpfen

##### 1916
- bis 10. Mai – Stellungskämpfe
  - 25. bis 31. Mai – vor Douaumont
- 20. August bis 30. September – Stellungskampf um Verdun
- 15. Oktober bis 6. November – Schlacht an der Somme
- ab 12. November – Stellungskrieg zwischen Maas und Mosel

##### 1917
- bis 4. Mai – Stellungskrieg zwischen Maas und Mosel
- 07. bis 31. Mai – Chemin des Dames
- 09. bis 23. Juli – Heeresreserve in Charleville
- Ende Juli bis 3. November – im Cheppy-Wald
- ab 9. November – vor Verdun

##### 1918
- bis 13. Januar – vor Verdun
- 16. Januar bis 23. März – Vorbereitung auf die Große Schlacht in Frankreich
- 24. bis 31. März – Vormarsch zur Avre
- 01. bis 3. April – Waldkämpfe im Bereich Moreuil-Morisel-Senecat
- 18. April bis 5. Mai – Kämpfe zwischen Luce und Avre
- 08. bis 30. Juni – Schlacht bei Noyon
- 10. bis 22. Juli – Schlacht in der Champagne
- 23. Juli bis 3. August – Abwehrschlacht zwischen Marne und Vesle
- 24. August bis 29. September – Stellungskrieg an der Vesle
- 30. September – Gegenangriff zur Wiedereroberung der „Dachsbaustellung“ bei Romain-Montigny
- 01. Oktober – Rückzug hinter die Aisne
- 02. bis 12. Oktober – an der Aisne
- 19. Oktober – Kämpfe um La Selve

Während des Krieges hatte das Regiment folgende Verluste zu beklagen:
- Toten: 68 Offiziere, ein Arzt, 290 Unteroffiziere und 2.568 Mannschaften
- Vermissten: zwei Offiziere, acht Unteroffiziere und 164 Mannschaften
- durch Krankheiten/Unfall Verstorbenen: drei Offiziere, sechs Unteroffiziere und 93 Mannschaften

Am Ende des Krieges befanden sich zehn Offiziere, 70 Unteroffiziere und 503 Mannschaften in Gefangenschaft.

### Verbleib
Nach dem Waffenstillstand von Compiègne trat das Regiment am 11. November 1918 den Rückmarsch in die Heimat an. Bei Brohl setzte es über den Rhein und gelangte zunächst nach Wetzlar. Im Dezember 1918 erreichte das Regiment die Demobilisierungsstandorte. Das II. Bataillon wurde ab 16. Dezember in Kempten und das restliche Regiment ab 18. Dezember 1918 in Lindau demobilisiert und schließlich aufgelöst. Aus Teilen bildete sich im April 1919 die als Freiformation tätige Volkswehr-Kompanie, die im Freikorps „Bodensee“ eingesetzt wurde. Diese ging im Juni 1919 im III. Bataillon des Reichswehr-Infanterie-Regiments 43 auf.
Die Tradition übernahm in der Reichswehr durch Erlass des Chefs der Heeresleitung General der Infanterie Hans von Seeckt vom 24. August 1921 die 9. Kompanie des 19. (Bayerisches) Infanterie-Regiment in Lindau.

## Kommandeure
| Dienstgrad | Name                     | Datum                                   |
| ---------- | ------------------------ | --------------------------------------- |
| Oberst     | Siegmund von Weech       | 01. April 1897 bis 11. Februar 1901     |
| Oberst     | Bernhard von Spreti      | 12. Februar 1901 bis 29. Juni 1903      |
| Oberst     | Philipp Götz             | 30. Juni 1903 bis 10. Mai 1906          |
| Oberst     | Karl Völk                | 11. Mai 1906 bis 5. Juni 1907           |
| Oberst     | Maximilian von Lachemair | 06. Juni 1907 bis 19. Dezember 1909     |
| Oberst     | Ludwig von Hetzel        | 20. Dezember 1909 bis 22. November 1911 |
| Oberst     | Oskar Reuter             | 23. November 1911 bis 27. Oktober 1913  |
| Oberst     | Karl von Reck            | 28. Oktober 1913 bis 29. Juli 1916      |
| Oberst     | Maximilian Schaaf        | 30. Juni 1916 bis 26. August 1917       |
| Oberst     | Anton Hoderlein          | 27. August 1917 bis 24. September 1918  |
| Oberst     | Alfons von Bram          | 25. September 1918 bis Demobilisierung  |